# Mirchel
Mirchel es una comuna suiza del cantón de Berna, situada en el distrito administrativo de Berna-Mittelland. Limita al noroeste con la comuna de Grosshöchstetten, al noreste y este con Zäziwil, al sur con Oberhünigen, al suroeste con Niederhünigen, y al oeste con Konolfingen.
Hasta el 31 de diciembre de 2009 situada en el distrito de Konolfingen.